# Mare de Déu del Roser d'Organyà
La Mare de Déu del Roser d'Organyà és una capella d'Organyà (Alt Urgell) inclosa a l'Inventari del Patrimoni Arquitectònic de Catalunya.

## Descripció
Petita capella de nau rectangular coberta amb volta apuntada i exteriorment amb teulada a dues aigües. És una construcció de maçoneria arrebossada. La porta d'entrada, oberta als peus de la nau, és d'arc de mig punt.